# Magorrhabda
Magorrhabda é um gênero de mariposa pertencente à família Acrolepiidae.